# SA-4 (Apollo)
SA-4 war der vierte Testflug der ersten Stufe einer Saturn I mit Dummys der zweiten Stufe und der Nutzlast.

## Ziele
Aufgrund der Größe und Kraft der Saturn-Raketenfamilie beschloss die NASA, für jede einzelne Komponente der Rakete einen Testflug durchzuführen. Die zweite Stufe war mit Wasser gefüllt, um das Startgewicht zu simulieren. An der Stelle der Nutzlast befand sich eine Jupiter-Raketenspitze. Getestet werden sollten zum einen das Verhalten der Rakete bei einem Triebwerksausfall, zum anderen die aerodynamischen Eigenschaften der zweiten Stufe. Dafür wurde ein Triebwerk so eingestellt, dass es sich nach 100 Sekunden Flug abschaltet und die zweite Stufe wurde mit Ventilen, Schrauben und Ähnlichem versehen. Weiterhin sollten die Bremsraketen der Stufentrennung erneut gezündet werden.

## Vorbereitungen
Die Rakete wurde am 2. Februar 1963 auf dem Seeweg angeliefert und anschließend binnen 54 Tagen – der bis dahin kürzesten Zeit im Programm – montiert.

## Flugverlauf
Der Countdown sollte mit insgesamt 120 Minuten Unterbrechungen der bis dahin längste im Saturn-Programm sein. Die Rakete hob schließlich um 20:11:55 UTC am 28. März 1963 ab. Der Flug verlief bis zur planmäßigen Abschaltung eines Triebwerks nach 100 Sekunden einwandfrei. Sofort verteilte der Bordcomputer automatisch die Treibstoffzufuhr neu, um einen sicheren Flug mit nur sieben der acht Triebwerke zu gewährleisten und die Zielhöhe zu erreichen. Nach dem Brennschluss wurden die Bremsraketen gezündet. Die Rakete stürzte nach diesem Manöver in den Atlantik.
Der Test war ein voller Erfolg. Es wurde bewiesen, dass die Bordcomputer den Ausfall eines Triebwerks kompensieren können – dies sollte bei Apollo 6 und Apollo 13 wichtig werden. Es gab auch keine aerodynamischen Probleme mit der zweiten Stufe. 
Mit dem nächsten Flug SA-5 sollte nun die Stufenabtrennung und Zündung der zweiten Stufe getestet werden.